# Mydriasis

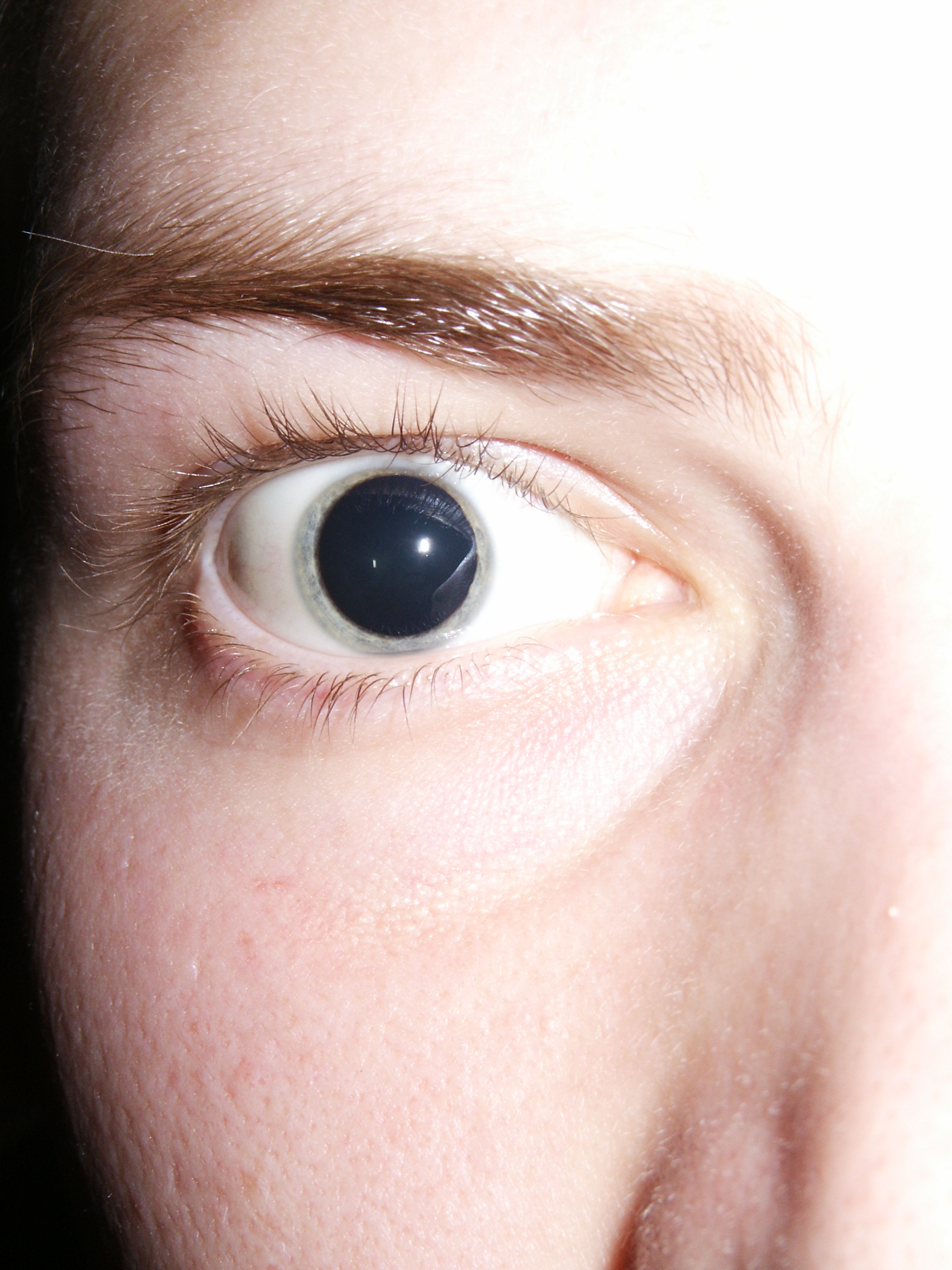
Medikamentös herbeigeführte Mydriasis des rechten Auges

Mydriasis (von altgriechisch μυδρίασις) ist die medizinische Bezeichnung für die ein- oder beidseitige Weitstellung der Pupille. Ausgehend von einem durchschnittlichen Pupillendurchmesser kann sie unterschiedlich ausgeprägt sein. Eine Mydriasis wird hervorgerufen durch die Kontraktion des Musculus dilatator pupillae, radiärer oder fächerförmig angeordneter Züge glatter Muskulatur in der Iris des Auges, oder durch Einschränkung oder Ausfall seines Gegenspielers (Antagonisten), des Musculus sphincter pupillae; beide zählen zu den inneren Augenmuskeln. Eine maximale Mydriasis geht immer einher mit einer runden Pupille, auch wenn diese in verengtem Zustand je nach Spezies schlitzförmig oder queroval ist.
Physiologisch normal ist eine beidseitige Mydriasis bei Dunkelheit als Adaptation und beim Blick in die Ferne. Eine deutliche Pupillenerweiterung tritt auch bei starker Sympathikus-Aktivität auf, beispielsweise bei Aufregung in Angst, Freude oder emotionaler Zuwendung.

## Pathologie
Darüber hinaus kann sie als Symptom einer Krankheit pathologischen Ursprungs sein oder auch pharmakologisch durch Medikamente, Rauschmittel, Pflanzengifte oder Ähnliches herbeigeführt werden. Pathophysiologisch liegt der Mydriasis in diesen Fällen eine Lähmung des parasympathisch innervierten Musculus sphincter pupillae beziehungsweise des ihn versorgenden Nerven (Nervus oculomotorius) oder eine Dauerkontraktion des sympathisch innervierten Musculus dilatator pupillae zugrunde.
Sie kann als Hauptmerkmal bei seltenen Syndromen auftreten wie Multisystemische Dysfunktion der glatten Muskeln (MSMDS).

## Diagnostik
Häufig wird eine Mydriasis zur besseren Untersuchung des Augenhintergrundes durch den Augenarzt medikamentös herbeigeführt, indem ein pupillenerweiterndes Präparat in den Bindehautsack des Auges getropft wird. Dieses Mydriatikum wirkt zumeist parasympatholytisch und erzeugt eine vorübergehende Lähmung des Musculus sphincter pupillae, daneben auch eines Anteils des Ziliarmuskels. Aufgrund des ungehinderten Lichteinfalls auf die Netzhaut, der damit verbundenen extremen Blendempfindlichkeit sowie der beeinträchtigten Akkommodation ist z. B. die Fähigkeit zur Teilnahme am Straßenverkehr für die Wirkungsdauer nicht mehr gegeben.
In der Regel werden deshalb kurzwirksame Mydriatika verwendet (z. B. Tropicamid), während bei der Gabe beispielsweise von Atropin die Wirkung mehrere Tage anhalten kann. Hingegen ist die Verabreichung gleich welchen Mydriatikums bei vorliegender Glaukomerkrankung oder gar einem akuten Glaukomanfall kontraindiziert. Atropin bzw. der Saft der Tollkirsche wurde in der Renaissance aus kosmetischen Gründen in die Augen geträufelt, da eine Mydriasis attraktiv wirkte.
Eine Engstellung der Pupille wird als Miosis bezeichnet.